# (1223) Neckar
(1223) Neckar ist ein Asteroid des Hauptgürtels, der am 6. Oktober 1931 vom deutschen Astronomen Karl Wilhelm Reinmuth in Heidelberg entdeckt wurde. 
Der Asteroid ist Mitglied der Koronis-Familie, einer Gruppe von Asteroiden, die nach (158) Koronis benannt ist. Die zeitlosen (nichtoskulierenden) Bahnelemente von (1223) Neckar sind fast identisch mit denjenigen von 27 weiteren Asteroiden, zu denen unter anderem (15501) Pepawlowski und (227641) Nothomb gehören.
(1223) Neckar ist nach dem deutschen Fluss Neckar benannt.